# إريك والترز
إريك والترز هو مدرس وكاتب وكاتب للأطفال كندي، ولد في 3 مارس 1957 في تورونتو في كندا.